# هاري هاريس (مخرج)
هاري هاريس (بالإنجليزية: Harry Harris)‏ هو مخرج أمريكي، ولد في 8 سبتمبر 1922 في كانساس سيتي في الولايات المتحدة، وتوفي في 19 مارس 2009 في لوس أنجلوس في الولايات المتحدة.

## وصلات خارجية
- هاري هاريس على موقع IMDb (الإنجليزية)
- هاري هاريس على موقع أول موفي (الإنجليزية)
- هاري هاريس على موقع قاعدة بيانات الفيلم (الإنجليزية)
- هاري هاريس على موقع كينوبويسك (الروسية)